# Grande Mesquita de Kubang Putih
A Grande Mesquita de Kubang Putih (conhecida na Indonésia por Masjid Raya Kubang Putih) é uma mesquita do início do século 19, localizada na cidade de Kubang Putiah, a oeste de Sumatra, na Indonésia. A mesquita está designada como objecto de património cultural, juntamente com várias outras antigas mesquitas em Sumatra Ocidental, tais como a Mesquita Bingkudu em Agam, a Mesquita Rao Rao em Tanah Datar, e a Grande Mesquita Ganting em Padang.

## Descrição
A mesquita foi construída em 1810. A mesquita é a mais antiga mesquita do Subdistrito Bunuhampu de Agam, seguido pela Mesquita de Jami Taluak (1870 M). A Grande Mesquita de Kubang Putih foi construída em 1810. A mesquita fica em uma área de 611 metros quadrados (6,580611 metro quadrados (6 600 sq ft), o edifício principal é de forma rectangular, medindo 23.75 metros (77.923,75 metros (77,9 pé) de comprimento e de 21,2 metros (7021,2 metros (70 pé) de largura.
A Grande Mesquita de Kubang Putih foi construída em estilo ecléctico, combinando diferentes estilos arquitectónicos como o europeu, o mughal e o chinês. Ao contrário da maioria das mesquitas em Sumatra Ocidental, a Grande Mesquita de Kubang Putih não tem a íngreme curva de telhados multi-camadas. O telhado da Grande Mesquita de Kubang Putih é construído na forma de quatro ângulos de pequenas pirâmides cobertas de metal corrugado.
O salão principal da mesquita tem quatro pilares principais semelhante para à javanesa saka guru. As colunas são rectangulares na sua forma e estão cobertas no meio. O mihrab tem quatro pilares, e o púlpito é construído em concreto.
A mesquita está envolvida com 2 metros (6.62 metros (6,6 pé) de galerias. A galeria oeste é separada por espaço para o mihrab, que se projecta para o exterior, bem no centro da longa varanda de 7,8 metros (267,8 metros (26 pé). A entrada está localizada no lado leste do mihrab, marcado por uma varanda que se estende para fora com as medidas de 7,5 por 5 metros.
Um minarete, conhecido localmente como put está localizado a leste da mesquita, em paralelo com o mihrab. O minarete é separado do edifício principal. A forma do minarete é semelhante a outros minaretes do início do século 19, como se pode ver nas mesquitas de Minangkabau e na Mesquita de Jami Taluak. O minarete tem um esquema octogonal e é decorado com padrões inspirados na cultura árabe-persa. Duas varandas situam-se no nível médio e no nível superior do minarete. O topo do minarete é coroado com uma cúpula no topo de um telhado de beiral de modo a proteger a varanda superior do sol e da chuva tropical. Historicamente, os minaretes das mesquitas Minangkabau foram introduzidos durante os primeiros tempos da Guerra Padri por uma série de reformistas Islâmicos que voltaram do Médio Oriente.
Em 1989, a mesquita foi restaurada.